# Solarwechselrichter

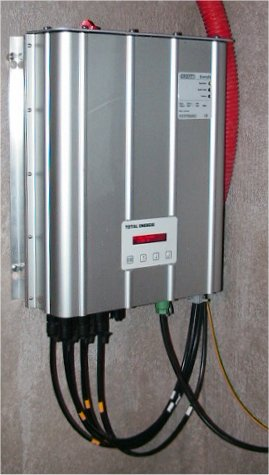
Solarwechselrichter einer Hausanlage

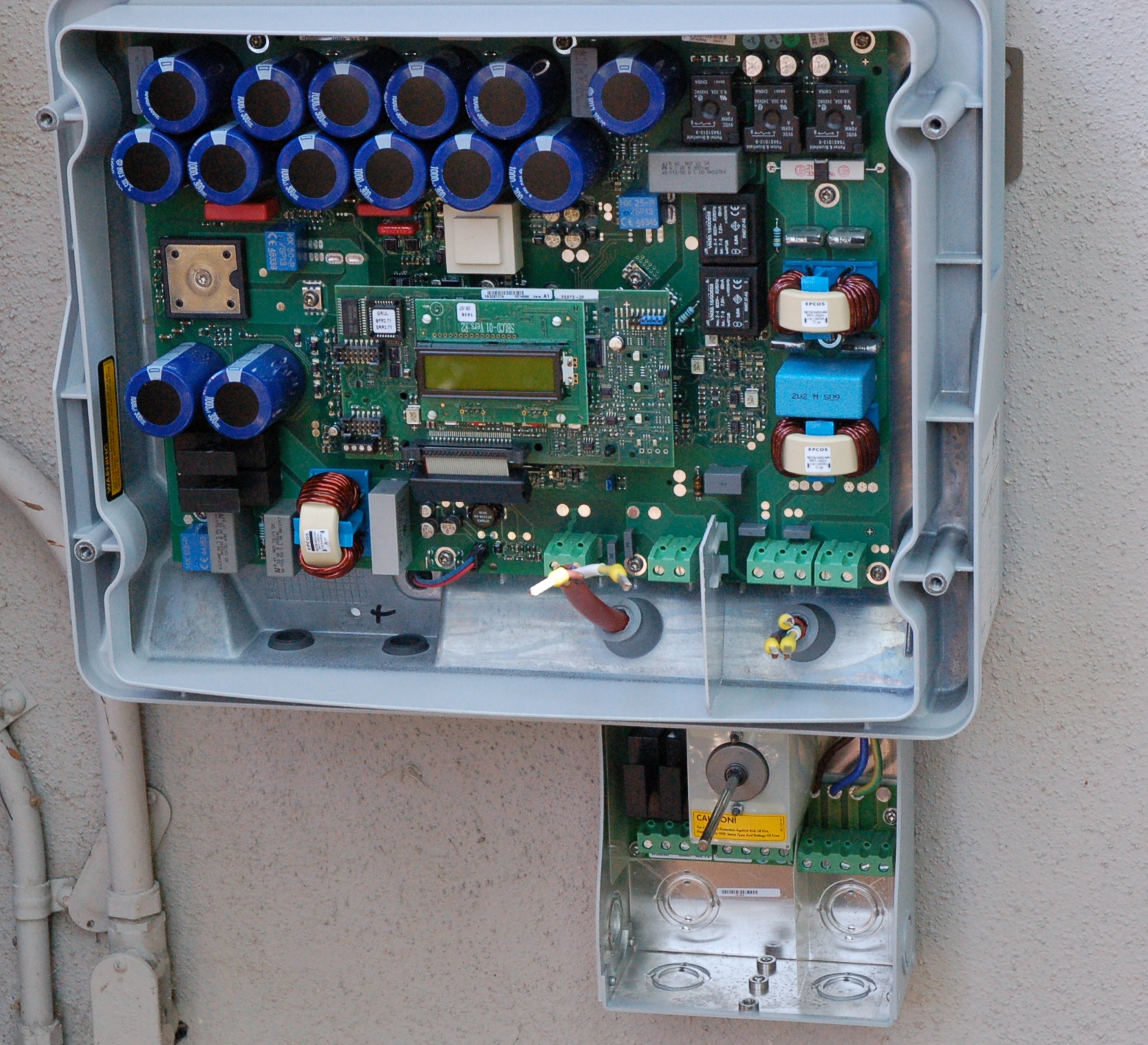
Innenansicht eines Solarwechselrichters

Solarwechselrichter bezeichnet eine spezielle Bauform eines Wechselrichters, welcher die Gleichspannung der Solarzellen in Wechselspannung umwandelt und auf den Betrieb mit Solarmodulen optimiert ist. Dieser Wechselrichter ist Teil einer Photovoltaikanlage, welche elektrische Energie in das eigene oder öffentliche Stromversorgungsnetz einspeisen kann.
Auf der Eingangsseite zu den Solarzellen befindet sich üblicherweise ein Gleichspannungswandler mit Maximum-Power-Point-Tracker, den ein Mikrocontroller steuert und der den Zwischenkreis speist. Auf der Ausgangsseite befindet sich ein ein- bis dreiphasiger Wechselrichter, welcher aus dem Zwischenkreis versorgt wird und in das Niederspannungsnetz oder in das Mittelspannungsnetz einspeist. Der Wechselrichter ist so ausgelegt, dass er sich automatisch mit dem Stromnetz synchronisiert. Ein manueller Synchronisationsvorgang z. B. mittels Synchronoskop ist nicht notwendig.

## Gerätetypen
Modulwechselrichter (engl. micro-inverter)Jedes einzelne Solarmodul hat einen eigenen Wechselrichter, der in die Anschlussdose integriert sein kann, meistens aber am Modul oder am Traggestell befestigt wird. Dabei handelt es sich um einen DC-AC-Wandler, dessen Sinn darin besteht, die Spannung so einzustellen, dass das angeschlossene Modul in seinem Maximum-Power-Point (MPP) betrieben wird. Dies kann bei Photovoltaikanlagen sinnvoll sein, die aus unterschiedlich ausgerichteten oder unterschiedlich verschatteten Teilfeldern bestehen, beispielsweise auf Dächern und an Fassaden mit vielen zeitweiligen Verschattungen. Durch Modulwechselrichter wird 1. die Gleichstromverkabelung vermieden, 2. werden Solarstromanlagen einfach planbar, 3. kann der Einstieg in Solartechnik modulweise erfolgen.
Strangwechselrichter (engl. string inverter)Ein zumeist einphasiger Wechselrichter, der die Energie von einem Strang (hintereinander geschaltete Module) oder wenigen Strängen von Solarmodulen in ein Stromnetz einspeist.
Multi-Strang-WechselrichterEin- oder dreiphasiger Wechselrichter, der mit mehr als einem MPP-Tracker für mehrere Stränge (auch unterschiedlichen) von Solarmodulen ausgestattet ist.
ZentralwechselrichterEine große elektrische Anlage, oft im Format eines Schaltschrankes, aber auch als Station in Containerbauweise, die meist ab Spitzenleistungen über 100 kW eingesetzt wird. Der modulare Aufbau vereinfacht nötige Reparaturen.
HybridwechselrichterKombination aus Wechselrichter und internem oder externen Speicherakkumulatoren. Dadurch ergeben sich die Möglichkeiten der Optimierung des Selbstverbrauchs im Einspeisebetrieb sowie des Inselbetriebes bei Stromausfällen.

## Schaltungstechnik und Effizienz

Blockschaltbild eines Solarwechselrichters

Grundsätzlich kann man zwei Arten von Solarwechselrichtern unterscheiden:
Geräte mit Transformator
Hier übernimmt ein Transformator die galvanische Trennung zwischen DC- und AC-Seite. Durch die galvanische Trennung kann der PV-Generator einpolig geerdet werden – es treten keine Wechselspannungs-Potenziale in der Anlage auf. Es ist in einigen Ländern auch zwingend vorgeschrieben.
Transformatorlose Geräte
Hier sind Eingangsseite und Ausgangsseite elektrisch miteinander verbunden. Bei diesem Schaltungsaufbau wird kein Transformator verwendet, diese Geräte besitzen daher meist einen höheren Wirkungsgrad. Die fehlende galvanische Trennung erfordert allerdings ein anderes elektrisches Sicherheitskonzept. Teilweise entstehen Wechselspannungen der Solarmodule gegen Erde, was zu Verlusten und bei Dünnschichtmodulen zur Degradation führen kann. Zur weiteren Steigerung der Effizienz und Vermeidung von Ableitströmen wurden Schaltungstechnologien Bezeichnung H5- oder Heric-Topologie entwickelt.
Am DC-Eingang des Solarwechselrichters befindet sich meist ein Eingangswandler. Bei diesem Wandler handelt es sich häufig um einen Aufwärtswandler mit sehr hohem Wirkungsgrad. Der Ausgangskreis muss ebenfalls einen hohen Wirkungsgrad besitzen, der über einen weiten Lastbereich hinweg besteht.
Zur Optimierung von Wechselrichtern mit Transformator übernimmt der Wechselrichter häufig die Funktion des Eingangswandlers, so dass der Zwischenkreis entfällt. Hier spricht man von einem Direkteinspeiser oder Direktumrichter. Der Wirkungsgrad verbessert sich, da nur noch ein Wandler nötig ist. Solche Geräte haben allerdings einen kleineren Bereich mit optimalem Wirkungsgrad, so dass sich insbesondere bei Anlagen mit Teilbeschattung dieser Vorteil schnell relativiert.

### Effizienz
Bei der Angabe des Wirkungsgrades von Solarwechselrichtern werden drei gängige Werte unterschieden:
1. Maximaler Wirkungsgrad: Höchster Wert, den der Wechselrichter erreicht.
2. Euro-Wirkungsgrad: Gewichteter durchschnittlicher Wirkungsgrad für Strahlungsverhältnisse in Mitteleuropa. Dafür werden die Wirkungsgrade bei 5 %, 10 %, 20 %, 30 %, 50 % und 100 % Wechselrichterauslastung addiert und mit einer Gewichtung versehen, wie ein Wechselrichter in Mitteleuropa typischerweise belastet wird.[2]
{\displaystyle \eta _{\text{Euro}}=0{,}03\cdot \eta _{5\%}+0{,}06\cdot \eta _{10\%}+0{,}13\cdot \eta _{20\%}+0{,}1\cdot \eta _{30\%}+0{,}48\cdot \eta _{50\%}+0{,}2\cdot \eta _{100\%}}
3. CEC-Wirkungsgrad (California Energie Commission): Gewichteter durchschnittlicher Wirkungsgrad für Strahlungsverhältnisse in Kalifornien, USA. Dafür werden die Wirkungsgrade bei 10 %, 20 %, 30 %, 50 %, 75 % und 100 % Wechselrichterauslastung addiert und mit einer Gewichtung versehen, wie ein Wechselrichter in Kalifornien typischerweise belastet wird. Diese Werte werden für die MPP-Nennspannung und die oberen und unteren Spannungen des MPP-Regelbereichs gemittelt.[2]
{\displaystyle \eta _{\text{CEC}}={\frac {1}{3}}\cdot \sum _{k=1}^{3}(0{,}04\cdot \eta _{10\%}+0{,}05\cdot \eta _{20\%}+0{,}12\cdot \eta _{30\%}+0{,}21\cdot \eta _{50\%}+0{,}53\cdot \eta _{75\%}+0{,}05\cdot \eta _{100\%})_{U_{k}}}

Bei mittelgroßen Wechselrichtern, wie sie z. B. bei Solaranlagen auf Einfamilienhäusern zum Einsatz kommen, liegt der maximale Wirkungsgrad meist über 95 %. Generell gilt jedoch, dass der Wirkungsgrad auch mit der Leistung des Wechselrichters zusammenhängt. So arbeitet z. B. ein Modulwechselrichter nicht so effizient wie ein deutlich größerer Wechselrichter für eine Freiflächenanlage.

## Betrieb
In einigen europäischen Ländern wird auf der Netzseite eine so genannte Einrichtung zur Netzüberwachung mit zugeordneten Schaltorganen (ENS) benötigt, die den Wechselrichter bei einer ungewollten Inselbildung abschaltet. Bei Anlagen mit installierten Leistungen über 30 kW kann auf die ENS verzichtet werden. Dort genügt eine Frequenz- und Spannungsüberwachung mit allpoliger Abschaltung zur sicheren Trennung vom Netz, falls dieses abgeschaltet wird bzw. ausfällt.
Es wird oft mit einem hohen Wirkungsgrad der Wechselrichter geworben. Im Teillastbereich ist er etwas geringer und wird deshalb gemittelt und dann als „Europäischer Wirkungsgrad“ bezeichnet. Der Wirkungsgrad des Wechselrichters entscheidet jedoch nicht allein über den Gesamtwirkungsgrad einer Photovoltaikanlage.
Seit Januar 2009 müssen Photovoltaikanlagen in Deutschland mit installierten Leistungen ab 100 kW über die Möglichkeit verfügen, vom Netzbetreiber in der eingespeisten Wirkleistung reduziert zu werden (§ 6.1 EEG). Des Weiteren besteht die Möglichkeit, dass eine bestimmte Menge Blindleistung zur Verfügung gestellt wird. In der Praxis werden diese Vorgaben dynamisch über Rundsteuerempfänger realisiert, die eine vierstufige Wirkleistungsreduzierung signalisieren können bzw. einen von 1 abweichenden Wirkfaktor von beispielsweise cos φ = 0,95 (induktiv) vorgeben. Durch die Bereitstellung von induktiver Blindleistung können kapazitiv bedingte Überspannungen vermieden werden.
Ab Juli 2011 müssen auch kleinere Anlagen im Niederspannungsnetz vergleichbare Regelfunktionen anbieten. Landestypische weitergehende Vorschriften führen zu Lieferengpässen und höheren Erzeugungskosten. Gegenkonzepte wie Net Metering verfolgen einen unkomplizierteren Ansatz und verlagern die Problematik auf den Netzbetreiber.
Bei größeren Anlagen, bei welchen unter anderem die Mittelspannungsrichtlinie einzuhalten ist, sind weitere Maßnahmen zu dynamischen Netzstabilisierung wie die Fähigkeit zu Low-Voltage Ride Through vorgeschrieben. Die Maßnahmen dienen dazu, eine ungewollte und gleichzeitige Abschaltung vieler Anlagen bei kurzzeitiger lokaler Unterspannung, wie sie im Rahmen von Kurzschlüssen oder anderen Fehlern im Drehstromsystemen vorkommen, zu vermeiden.
Einphasige Anlagen dürfen in Deutschland nur bis zu einer maximalen Leistung von 5 kW (4,6 kW Dauerleistung) in das Stromnetz einspeisen. Diese Beschränkung dient der Netzstabilität und vermeidet Schieflasten. Neben der grundlegenden Funktion der Energiewandlung verfügt ein Solarwechselrichter über eine umfangreiche Datenerfassung und zum Teil Möglichkeiten zur Fernwartung.
Gemäß einer Studie der Berner Fachhochschule halten mehr als 65 % aller Solarwechselrichter mindestens 15 Jahre. Die Lebensdauer hängt dabei von verschiedenen Faktoren ab: Einerseits haben Solarwechselrichter unterschiedlicher Hersteller unterschiedlich lange Lebensdauern, andererseits haben stärkere Solarwechselrichter, im Freien betriebene Wechselrichter und solche, die mit Leistungsoptimierern betrieben werden, eine kürzere Lebensdauer.

### Netzfrequenz
Die elektrische Energie im Stromversorgungsnetz kann in größeren Mengen nicht kurzfristig gespeichert werden. Es ist daher immer notwendig, ein Energiegleichgewicht zwischen Erzeugung und Verbrauch herzustellen. Um dies zu gewährleisten, wird als eine Regelgröße in mit Wechselspannung betriebenen Stromnetzen die Netzfrequenz verwendet. In Europa ist diese mit 50,0 Hz definiert. Abweichungen von diesem Sollwert deuten auf einen Energieüberschuss (erhöhte Netzfrequenz) oder einen Energiemangel (verringerte Netzfrequenz) hin. Um ein Überangebot an Leistung im Stromversorgungsnetz zu vermeiden, müssen Wechselrichter daher die Netzfrequenz laufend überwachen und sich bei Überschreiten eines länderabhängigen Grenzwertes (in Deutschland 50,2 Hz) vom Netz trennen. Da inzwischen in Deutschland ein nennenswerter Teil der erzeugten elektrischen Energie aus Photovoltaikanlagen stammt, würde ein hartes Abschalten aller Anlagen bei diesem Grenzwert einen gegenteiligen Effekt auslösen und dadurch wiederum eine Netzinstabilität hervorrufen. Um diesen Effekt, welcher als 50,2-Hz-Problem bekannt ist, zu vermeiden wurde bei installierten Anlagen über 10 kW nachträglich dieser Grenzwert um einen zufälligen Wert verändert. Neuere Anlagen müssen über einen "Leistungsgradienten" zwischen 50,2 und 51,5 Hz verfügen, der abhängig von der aktuellen Netzfrequenz die Einspeiseleistung verringert bzw. erhöht und so aktiv zur Netzstabilisierung beiträgt.

## Inselbetrieb

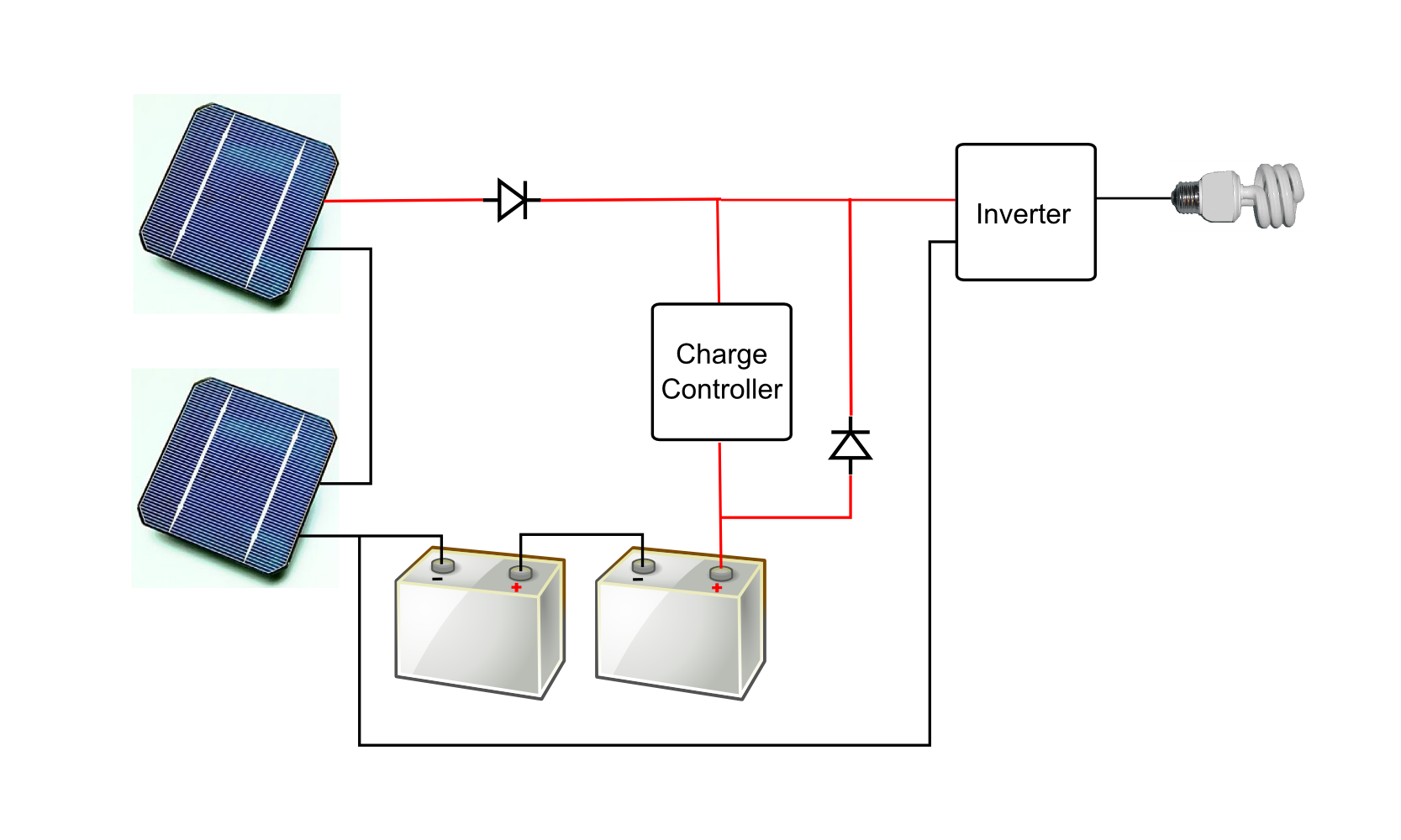
Schaltung eines Solarwechselrichters (Inverter) in Inselbetrieb mit Batteriesystem

Beim Inselbetrieb wird die gewonnene Energie immer an Ort und Stelle verbraucht oder in Akkus gespeichert. Die in Inselanlagen eingebauten Wechselrichter arbeiten nicht netzsynchron und können daher auch nicht ins öffentliche Stromnetz einspeisen. Entscheidend ist der Verbrauch vor Ort, isoliert vom öffentlichen Stromnetz.
Typisch für Inselanlagen ist die eher geringe zur Verfügung gestellte Leistung. Während Inselanlagen einzelne Geräte wie Parkautomaten oder Gartenlauben mit Energie versorgen, sind Einfamilienhäuser schon oft keine Inselanlagen mehr. Sie speisen bereits (über den eigenen Energiebedarf hinaus erzeugte Energie) in das öffentliche Netz ein, beziehen aber auch benötigte Energie, zum Beispiel im Winter, aus dem öffentlichen Stromnetz.